# 올림픽스포츠센터역 (베이징)
올림픽스포츠센터역(奥体中心站)은 베이징 지하철 8호선의 역이다.